# Mohamed Touré
Mohamed Touré, auch Mohamed Toure (* 26. März 2004 in Conakry), ist ein in Guinea geborener australischer Fußballspieler liberianischer Abstammung, der beim dänischen Erstligisten Randers FC unter Vertrag steht. Mit 15 Jahren und 326 Tagen ist er der jüngste Torschütze in der höchsten australischen Spielklasse.

## Karriere
Touré ist der Sohn liberianischer Eltern und wurde in der guineischen Hauptstadt Conakry geboren, wo sein Vater als Fußballspieler tätig war. Mit seiner Familie wanderte Mohamed Touré im Alter von zwei Jahren nach Australien aus, wo er in den Jugendmannschaften der Croydon Kings und der FFSA NTC spielte, bevor er im Sommer 2019 in die Jugend von Adelaide United wechselte. Touré beeindruckte in den Nachwuchsmannschaften Adelaides und wurde von Cheftrainer Gertjan Verbeek im Februar 2020 in die erste Mannschaft befördert. Am 8. Februar 2020 (18. Spieltag) debütierte er bei der 1:2-Auswärtsniederlage gegen Brisbane Roar mit 15 Jahren in der höchsten australischen Spielklasse, als er in der 82. Spielminute für Stefan Mauk eingewechselt wurde. Am 13. Februar unterzeichnete er seinen ersten Dreijahresvertrag bei den Reds. Sechs Tage nach seinem Ligadebüt wurde er im Heimspiel gegen die Central Coast Mariners erneut eingetauscht und erzielte in der 84. Spielminute das Tor zum 2:0-Endstand, womit er mit 15 Jahren und 326 Tagen zum jüngsten Torschützen der Ligageschichte aufstieg. Auch in den nächsten Ligaspielen wurde der Stürmer regelmäßig eingewechselt.
Im Juli 2022 verließ Touré Australien nach insgesamt 42 Einsätzen für Adelaide United und wechselte zu Stade Reims. Dort spielte er in seiner ersten Saison zunächst hauptsächlich für die zweite Mannschaft in der National 2, wo er auf 15 Ligaeinsätze kam. Im Mai 2023 absolvierte er schließlich auch drei Partien für die erste Mannschaft in der Ligue 1. Zur Saison 2023/24 wurde er für ein Jahr an Paris FC verliehen. In der Hinrunde kam er vorwiegend als Joker zum Einsatz, nach dem 13. Spieltag folgten jedoch nur noch zwei weitere Einsätze, sodass er am Ende auf zehn Ligaspiele kam. Nach dem Leihende kehrte er kurzzeitig nach Reims zurück, ehe er rund zwei Wochen später fest für 250.000 Euro zum dänischen Erstligisten Randers FC wechselte. Dort entwickelte er sich im Laufe der Rückrunde 2024/25 zum Stammspieler und kam bis Saisonende auf 27 Pflichtspieleinsätze, in denen ihm sieben Tore und vier Vorlagen gelangen.

## Persönliches
Mohamed Tourés älterer Bruder Al Hassan ist ebenfalls professioneller Fußballspieler und sein Teamkollege bei Adelaide United.